# Liste des épisodes de Lovely Complex
 (mars 2025).
Si vous disposez d'ouvrages ou d'articles de référence ou si vous connaissez des sites web de qualité traitant du thème abordé ici, merci de compléter l'article en donnant les références utiles à sa vérifiabilité et en les liant à la section « Notes et références ».
Cette page présente la liste des épisodes de Lovely Complex.
La série a été diffusée entre le 7 avril 2007 et le 29 septembre 2007.
Elle est réalisée par Konosuke Uda.

La série n'ayant pas été licenciée en France, les titres français ne sont que la traduction des titres originaux.
| No | Titre français                                                                            | Titre japonais                                 | Titre japonais | Date de 1re diffusion |
| No | Titre français                                                                            | Kanji                                          | Rōmaji | Date de 1re diffusion |
| --- | ----------------------------------------------------------------------------------------- | ---------------------------------------------- | --- | --------------------- |
| 1 | Super été ! Je vais avoir un petit ami !                                                  | 高1の夏！絶対カレシ、つくったるわ！            | Kou-1 no Natsu! Zettai Kareshi, Tsukuttaru wa! (Super été ! Je vais avoir un petit ami !)                                                     | 7 avril 2007          |
| Alors que Risa (1,72 m) et Ootani (1,56 m), deux camarades de classe, n'arrêtent pas de se disputer à cause de leur taille respective, chacun fait une rencontre. Enfin, les vacances d'été sont là, l'objectif est de réussir à avoir un petit ami !                                                                           |                                                                                           |                                                | |                       |
| 2 | L'ex petite amie. Un triangle amoureux !                                                  | 元カノと三角関係！？                           | Moto Kano to Sankakukankei!? (L'ex petite amie. Un triangle amoureux !)                                                                       | 14 avril 2007         |
| Risa, qui n'est pas si insensible qu'elle le laisse croire par Ootani, se retrouve au cœur du triangle amoureux en compagnie de l'ex petite amie de ce dernier (qui l'a quitté pour un garçon beaucoup plus grand). Malgré tous les efforts pour cacher ses émotions, Risa se pose toujours des questions. L'aime-t-il encore ? |                                                                                           |                                                | |                       |
| 3 | Entre le garçon que j'aime et celui d'avant ?                                             | 好きなオトコか、昔のオトコか？                 | Suki na Otoko ka, Mukashi no Otoko ka? (Entre le garçon que j'aime et celui d'avant ?)                                                        | 21 avril 2007         |
| 4 | Baiser ! Je suis tombée amoureuse de toi !                                                | チュッ！好きになっちゃいました！               | Chū! Suki ni Natchaimashita! (Baiser ! Je suis tombée amoureuse de toi !)                                                                     | 28 avril 2007         |
| 5 | L'envol de l'amour interdit !                                                             | 禁断の愛をぶっ飛ばせ！                         | Kindan no Ai o Buttobase! (L'envol de l'amour interdit !)                                                                                     | 5 mai 2007            |
| 6 | La détermination d'une jeune fille ! Plan de confession amoureuse !!                      | 乙女の一大決心! ラブラブ告白大作戦!!           | Otome no Ichidai Kesshin! Raburabu Kokuhaku Dai Sakusen!! (La détermination d'une jeune fille ! Plan de confession amoureuse !!)              | 12 mai 2007           |
| 7 | Sombre ! La pire confession de toute l'histoire !!                                        | 撃沈！史上サイテーな告白！！                   | Gekichin! Shijō Saitē na Kokuhaku!! (Sombre ! La pire confession de toute l'histoire !!)                                                      | 19 mai 2007           |
| 8 | Retour impossible ! Immense chagrin !!                                                    | 再起不能！大失恋！！                           | Saiki Funō! Dai Shitsuren!! (Retour impossible ! Immense chagrin !!)                                                                          | 26 mai 2007           |
| 9 | De retour d'entre les morts !! Objectif : le statut de petite amie !!                     | 起死回生!!目指せ彼女の座!!                     | Kishikaisei!! Mezase Kanojo no Za!! (De retour d'entre les morts !! Objectif : le statut de petite amie !!)                                   | 2 juin 2007           |
| 10 | Épreuve de force contre la petite amie !? Le plan pour dévoiler sa poitrine intérieure !! | 元カノと対決！？乳だし大作戦！！               | Moto Kano to Taiketsu!? Chichi Dashi Daitakusen!! (Épreuve de force contre la petite amie !? Le plan pour dévoiler sa poitrine intérieure !!) | 9 juin 2007           |
| 11 | Désespoir complet ! Une nouvelle histoire avec l'ex ?!                                    | 絶体絶命！元カノと復活愛?!                     | Zettai Zetsumei! Moto Kano to Fukkatsu Ai?! (Désespoir complet ! Une nouvelle histoire avec l'ex ?!)                                          | 16 juin 2007          |
| 12 | Recapturer l'amour ! S'améliorer comme une fille avec le chocolat Honmei !!               | 愛を取り戻せ！本命チョコで女を磨く！！         | Ai o Torimodose! Honmei Choko de Onna o Migaku!! (Recapturer l'amour ! S'améliorer comme une fille avec le chocolat Honmei !!)                | 23 juin 2007          |
| 13 | Brûlant ! Un premier baiser dans cette pièce ?                                            | 発熱！あいつの部屋でファースト・キッス？       | Hatsunetsu! Aitsu no Heya de Fāsuto Kissu? (Brûlant ! Un premier baiser dans cette pièce ?)                                                   | 30 juin 2007          |
| 14 | Appelez moi Maity !                                                                       | マイティにキュン死にや！                       | Maiti ni Kyunshiniya! (Appelez moi Maity !)                                                                                                   | 7 juillet 2007        |
| 15 | Un homme dangereux. La douce séduction de Maity.                                          | 危険なオトコ マイティの甘い誘惑                | Kiken na Otoko Maiti no Amai Yūwaku (Un homme dangereux. La douce séduction de Maity.)                                                        | 14 juillet 2007       |
| 16 | La magie de Maity ! La transformation d'une relation amoureuse !?                         | マイティの魔法！変化する恋模様！？             | Maiti no Mahō! Hengesuru Renbo Yō!? (La magie de Maity ! La transformation d'une relation amoureuse !?)                                       | 21 juillet 2007       |
| 17 | Le poing de l'amour ! Accepte-le, l'esprit d'une jeune demoiselle !!                      | 愛の鉄拳！受け止めろ、乙女魂！！               | Ai no Tekken! Uketomero, Otome Tamashii!! (Le poing de l'amour ! Accepte-le, l'esprit d'une jeune demoiselle !!)                              | 28 juillet 2007       |
| 18 | Le meilleur anniversaire de toute l'histoire                                              | 史上最高の誕生日                               | Shijō Saikō no Tanjōbi (Le meilleur anniversaire de toute l'histoire)                                                                         | 4 août 2007           |
| 19 | Changement soudain !! Le premier rendez-vous et le début des malheurs                     | 急転直下！！初デートは不運の始まり             | Kyūten Chokka!! Hatsu Dēto wa Fumei no Hajimari (Changement soudain !! Le premier rendez-vous et le début des malheurs)                       | 11 août 2007          |
| 20 | Déclaration de guerre !! La dangereuse beauté qui brûle de jalousie !!                    | 宣戦布告！！嫉妬に燃えるデンジャラス美少女！！ | Sensen Fukoku! Shitto ni Moeru Denjarasu Bishōjo!! (Déclaration de guerre !! La dangereuse beauté qui brûle de jalousie !!)                   | 18 août 2007          |
| 21 | Prémonition de séparation ?! Des chemins différents pour Risa et Otani                    | 別れの予感?! リサと大谷が歩む別々の道          | Wakare no Yokan?! Risa to Ōtani ga Ayumu Betsubetsu no Michi (Prémonition de séparation ?! Des chemins différents pour Risa et Otani)         | 8 septembre 2007      |
| 22 | Otani déclare l'état d'urgence !!                                                         | 大谷からの破局宣言！！                         | Ōtani kara no Hakyoku Sengen!! (Otani déclare l'état d'urgence !!)                                                                            | 15 septembre 2007     |
| 23 | Leurs chemins se séparent !! Les choses pour lesquelles tout le monde se bat              | 進路はいろいろ!! みんなが抱えるそれぞれの事情  | Shinro wa Iroiro!! Minna ga Kakaeru Sorezore no Jiko (Leurs chemins se séparent !! Les choses pour lesquelles tout le monde se bat)           | 22 septembre 2007     |
| 24 | Ensemble pour toujours !!                                                                 | ずっと一緒！！                                 | Zutto Issho!! (Ensemble pour toujours !!) | 29 septembre 2007     |